# Hans Sutor
Hans Sutor (ur. 28 czerwca 1895 w Norymberdze, zm. 9 marca 1976) – piłkarz niemiecki, występujący na pozycji napastnika.
Z zespołem 1. FC Nürnberg trzykrotnie zdobył mistrzostwo Niemiec (1921, 1924, 1925). W latach 1920–1925 rozegrał 12 meczów w reprezentacji Niemiec i strzelił dla niej 2 gole.